# Република Македонија на Светском првенству у атлетици на отвореном 2007.
Македонија је на 11.Светском првенству у атлетици на отвореном 2007. оджаном у Осаки од 25. августа до 2. септембра, учествовала  седми пут. Представљала ју је једна атлетичарка која се такмичила у трци на 100 метара.
Представница Македоније није освојила ниедну медаљу нити је оборила неки рекорд. И после овог светског првенства Македонија је остала у групи земаља које никад нису освајале медаље на светским првенствима.

### Жене
Тркачке дисциплине
| Атлетичарка        | ЛР    | Дис.  | Група    | Група      | Четвртфинале      | Четвртфинале      | Полуфинале        | Полуфинале        | Финале            | Финале | Детаљи |
| Атлетичарка        | ЛР    | Дис.  | Резултат | Место      | Резултат          | Место             | Резултат          | Место             | Резултат          | Место  | Детаљи |
| ------------------ | ----- | ----- | -------- | ---------- | ----------------- | ----------------- | ----------------- | ----------------- | ----------------- | ------ | ------ |
| Александра Војеска | 11,74 | 100 м | 13,24    | 5. у гр. 4 | Није се пласирала | Није се пласирала | Није се пласирала | Није се пласирала | Није се пласирала | 58 /69 |        |